# 最後に記憶を消して
「最後に記憶を消して」（さいごにきおくをけして）は、小柳ゆきの18枚目のシングル。2005年4月27日発売。発売元はワーナーミュージック・ジャパン。

## 解説
シングルとしては「Crystal Days」より約5ヶ月振りとなる。

## 収録曲
1. 最後に記憶を消して(4:48)
作詞：YOON SARA・鈴木しげき/作曲：MAD SOUL CHILD/編曲：Pacific Coast Recordings
2. 最後に記憶を消して -East Mix-(4:49)
3. 永遠 -New Vocal Rec Version-(4:57)
作詞：小柳ゆき/作曲：小倉良/編曲：TMz
3rdアルバム『my all..』収録曲
4. 最後に記憶を消して -Instrumental-

## 収録アルバム
最後に記憶を消して
- 『SUNRISE』

永遠
- 『my all..』